# Eisensandstein-Formation
- Humph.-Fm. = Humphriesioolith-Formation
- L.Bk-Fm = Liegende Bankkalk-Formation
- H.Bk-Fm = Hangende Bankkalk-Formation
- Zm-Fm = Zementmergel-Formation
- S.-Fm = Solnhofen-Formation
- Rö.-Fm = Rögling-Formation
- U.-Fm = Usseltal-Formation
- Mö.-Fm = Mörnshein-Formation
- N.-Fm = Neuburg-Formation
- R.-Fm = Rennertshofen-Formation

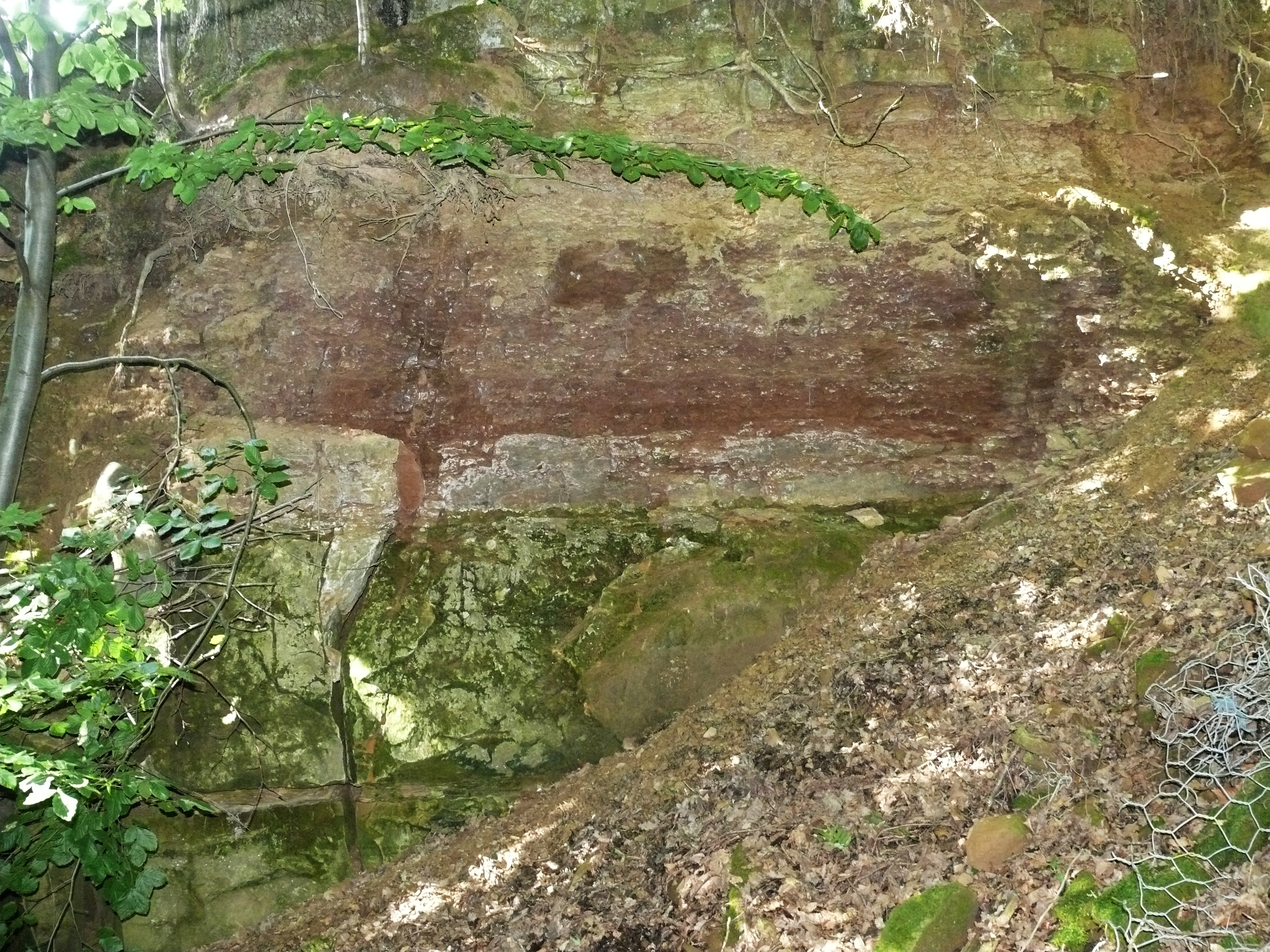
Eisensandstein: Auffällig das rötliche Untere Flöz, darunter der Untere Donzdorfer Sandstein

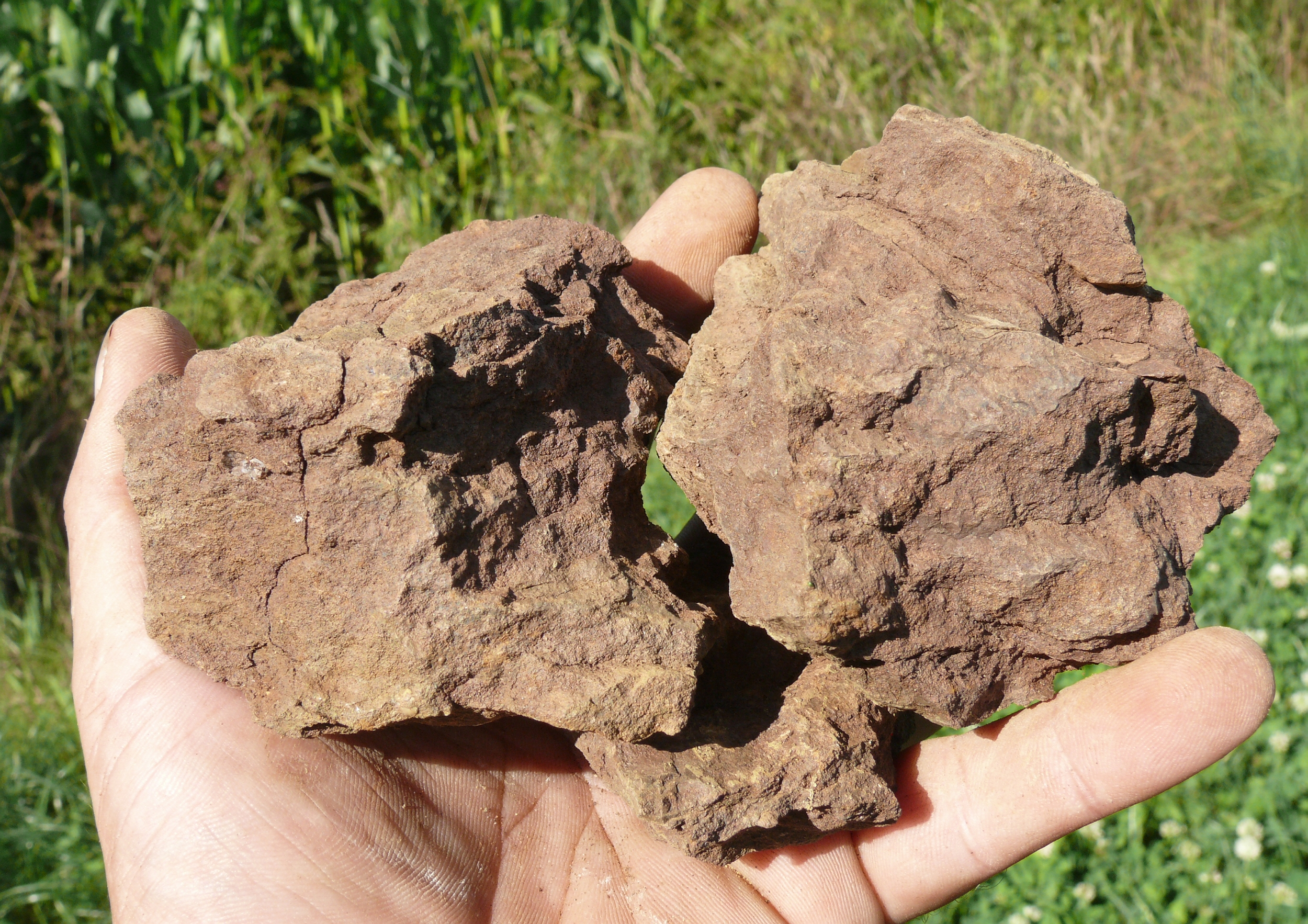
Bruchstücke aus dem eisenhaltigen Unteren Flöz

Die Eisensandstein-Formation ist eine lithostratigraphische Formation des Süddeutschen Jura. Sie wird von der Opalinuston-Formation  unterlagert und von der Sengenthal-Formation und der Wedelsandstein-Formation überlagert. In Baden-Württemberg verzahnt sie sich nach Westen zu mit der Eichberg-Formation. Sie hat eine maximale Mächtigkeit von bis zu 60 m und wird in das Oberaalenium datiert.

## Geschichte
Der Begriff Eisensandstein als Bezeichnung für diese Ablagerungen war vor allem in Franken gebräuchlich. Da sich diese Ablagerungen in Franken lithostratigraphisch nicht wesentlich von den zeitgleichen Ablagerungen in Baden-Württemberg unterscheiden, wurde der Begriff von Gert Bloos, Gerd Dietl und Günter Schweigert 2005 auch auf Ostwürttemberg ausgedehnt und als Formation definiert.

## Definition
Die Eisensandstein-Formation besteht aus mächtigen Sandsteinen, in die z. T. früher abgebaute Eisenerzflöze eingelagert sind. Die Basis der Formation bildet die sog. Comptum-Bank, die jedoch weiter im Osten fehlt. Hier wird die Basis vom Unteren Donzdorfer Sandstein gebildet. Die Obergrenze ist der Top des Oberen Donzdorfer Sandsteins bzw. die Basis des Sowerbyi-Ooliths, der bereits zur darüber liegenden Wedelsandstein-Formation gehört. Sie verzahnt sich nach Westen mit der Eichberg-Formation.

## Zeitlicher Umfang und Verbreitungsgebiet
Die  Eisensandstein-Formation wird in das Obere Aalenium datiert und ist in Ostwürttemberg und Nordbayern verbreitet.

## Untergliederung
Die Eisensandstein-Formation kann in Ostwürttemberg in den Unteren Donzdorfer Sandstein, den Personaten- oder eigentlichen Eisensandstein und in den Oberen Donzdorfer Sandstein untergliedert werden. Eine formelle Untergliederung in Subformationen wurde aber bisher noch nicht publiziert. Die Personatensandsteine haben ihren Namen nach der Muschel Pecten personatus, heutiger Name Paramussium pumilum. Unterer und Ober Donzdofer Sandstein sind nach der Stadt Donzdorf im Landkreis Göppingen (Baden-Württemberg) benannt.

## Bergbau
Die Eisensandstein-Formation enthält, wie der Name bereits vermuten lässt, eisenoxidhaltige Sandsteine. Das Eisen ist in Eisenoxiden enthalten, die lokal in größeren Mächtigkeiten zusammen geschwemmt wurden. In Ostwürttemberg wurden zwei Flöze mit 1,4 und 1,7 m Mächtigkeit von 1365 bis 1948 bergmännisch abgebaut. Die Flöze haben zwischen 21 und 42 % Eisengehalt und 26 bis 31 % Kieselsäuregehalt. Dieser hohe Kieselsäuregehalt ist für die Verhüttung sehr ungünstig. Nach dem Krieg musste der Abbau zuerst wegen Steinkohlemangels, später aus Rentabilitätsgründen eingestellt werden.

## Naturwerksteine
Die Sandsteine der Eisensandstein-Formation wurden früher auch für die Herstellung von Werksteinen abgebaut. Das Ulmer Münster wurde überwiegend aus Donzdorfer Sandstein errichtet.